# IShowSpeed
IShowSpeed lub Speed, właśc. Darren Watkins Jr. (ur. 21 stycznia 2005 w Cincinnati) – amerykański youtuber, streamer i raper.

## Kariera
Watkins zaczął transmitować w 2019 roku. Stał się znany w 2021 roku po tym, jak jego grono fanów zaczęło publikować na TikToku filmy przedstawiające jego często brutalne zachowanie podczas transmisji na żywo w stosunku do gier i graczy. Jego wybuchy skutkowały banami na platformie streamingowej Twitch i grze wideo Valorant. W lipcu 2022 roku jego mieszkanie prawie się zapaliło po tym, jak odpalił w nim fajerwerki. 
W sierpniu 2021 roku wydał singiel „Dooty Booty”. Po przesłaniu piosenka szybko stała się popularna na YouTube i innych portalach społecznościowych, takich jak TikTok. W listopadzie tego samego roku wydał singiel „Shake”, który uzyskał ponad 230 milionów wyświetleń na YouTube. W 2022 roku wydał piosenki „Ronaldo (Sewey)” i „World Cup”; drugi z utworów napisał na cześć Mistrzostw Świata 2022.
W grudniu 2022 na 12. gali rozdania Streamy Awards zdobył nagrodę w kategorii Breakout Streamer.
17 czerwca 2023 po wielu próbach spotkania się i zainicjowaniu spotkania przez portugalskiego piłkarza Rafaela Leão, spotkał się ze swoim idolem Cristiano Ronaldo. Wydarzenie to odbiło się szerokim rozgłosem w mediach.

## Dyskografia

### Single
| Rok                                                      | Tytuł                          | Najwyższe pozycje na listach | Najwyższe pozycje na listach | Najwyższe pozycje na listach | Najwyższe pozycje na listach | Najwyższe pozycje na listach | Certyfikat         | Album |
| Rok                                                      | Tytuł                          | IRE                          | NLD                          | NZ                           | SWE                          | UK                           | Certyfikat         | Album |
| -------------------------------------------------------- | ------------------------------ | ---------------------------- | ---------------------------- | ---------------------------- | ---------------------------- | ---------------------------- | ------------------ | ----- |
| 2021                                                     | „Dooty Booty”                  | –                            | –                            | –                            | –                            | –                            |                    | –     |
| 2021                                                     | „Shake”                        | –                            | –                            | –                            | –                            | –                            |                    | –     |
| 2022                                                     | „God Is Good”                  | –                            | –                            | –                            | –                            | –                            |                    | –     |
| 2022                                                     | „Real Life”                    | –                            | –                            | –                            | –                            | –                            |                    | –     |
| 2022                                                     | „Ronaldo (Sewey)”              | –                            | –                            | –                            | –                            | –                            |                    | –     |
| 2022                                                     | „World Cup”                    | 37                           | 1                            | 29                           | 6                            | 52                           | - POL: złota płyta | –     |
| 2023                                                     | „Dogs” (oraz Kai Cenat)        | –                            | –                            | –                            | –                            | –                            |                    | –     |
| 2023                                                     | „Portuginies”                  | –                            | –                            | –                            | –                            | –                            |                    | –     |
| 2023                                                     | „Come My Way”                  | –                            | –                            | –                            | –                            | –                            |                    | –     |
| 2024                                                     | „Monkey”                       | –                            | –                            | –                            | –                            | –                            |                    | –     |
| 2024                                                     | „Amar de” (oraz Kevin O Chris) | –                            | –                            | –                            | –                            | –                            |                    | –     |
| 2025                                                     | „Higher”                       | –                            | –                            | –                            | –                            | –                            |                    | –     |
| 2025                                                     | „Fight to win”                 | –                            | –                            | –                            | –                            | –                            |                    | –     |
| „–” oznacza, że singel nie był notowany na danej liście. |                                |                              |                              |                              |                              |                              |                    |       |

## Nagrody i nominacje
| Rok  | Ceremonia      | Kategoria            | Wynik     | Źr.    |
| ---- | -------------- | -------------------- | --------- | ------ |
| 2022 | Streamy Awards | Streamer of the Year | Nominacja | [ 19 ] |
| 2022 | Streamy Awards | Breakout Streamer    | Wygrana   | [ 19 ] |
| 2023 | Streamy Awards | Streamer of the Year | Nominacja | [ 20 ] |
| 2023 | Streamy Awards | Variety Streamer     | Wygrana   | [ 20 ] |